# 南台灣小姑娘
南台灣小姑娘，台灣女子演唱團體，成員來自南台灣的台南、高雄、屏東等地，因此得名。以唱台語流行音樂歌曲為主，是台語流行音樂少見的女子偶像團體。成員皆參加過三立綜藝台《21世紀新人歌唱排行榜》，並由此出道。
自1996年出道到2001年正式解散都是大旗唱片旗下團體，其中經歷兩次成員變動，共發行8張專輯，其中包括6張台語專輯、1張國語專輯及1張精選輯。

## 歷史

### 五人時期 （南台灣小姑娘）
南台灣小姑娘是由王秀琪、高瑞屏、陳雅珍、蕭玉芬及尤姿涵所組成的，當時平均年齡為13至17歲。1996年5月正式出道，發行首張專輯《愛作夢的查某囡仔》，初試啼聲便有30萬張的好成績，並以專輯同名主打歌《愛作夢的查某囡仔》紅遍大街小巷。
1996年11月，相隔僅半年的時間即發行第二張專輯《愛情先天免疫》，其中包含一首團體同名曲《南台灣小姑娘》，此專輯亦有不錯的銷售量。
1997年6月，同樣在隔不到一年的時間內，隨即發行第三張專輯《同班同學》，銷售量達到32萬張，幾首經典歌曲如《愛情切啦》、《拒絕往來》等至今仍深受歌迷喜愛。1998年1月，發行第四張專輯《心愛等一下》，在兩年發行四張專輯的情況下，仍有26萬張的不俗成績。
1999年2月，發行第五張專輯《戀愛狂想曲》，大旗唱片為五位小姑娘精心設計整體造型，讓人眼睛為之一亮，專輯銷售量20萬張。英文團名『P.G.S.T』也首度出現，此時『P.G.S.T』為『Pretty Girls from Southern Taiwan』的縮寫，即南台灣小姑娘的英文名稱。1999年4月，在三年發行五張專輯後，南台灣小姑娘合約到期，發行精選輯《難分難離》。
五人時期最大特色是合唱多為唱跳的快歌，唱歌、舞步皆有一定的默契；另外，五張專輯都有個人獨唱曲，展現各自唱功。

### 四人時期（P.G.S.T）
2000年4月，除了尤姿涵因學業而暫時退出，其他四位以英文團名『P.G.S.T』發行第六張專輯《魔術》，並赴日本學舞、拍MV、宣傳，同時，『P.G.S.T』除了代表南台灣小姑娘外，也成為四位成員英文名字的開頭：Peggy-王秀琪，Grace-高瑞屏，Sophia-陳雅珍，Tiffany-蕭玉芬。特別的是，這張專輯包含了六首國語新歌、一首日文版新歌及四首台語口水歌。

### 三人時期（Miss南台灣）
2001年7月，尤姿涵歸隊，王秀琪、高瑞屏及蕭玉芬離隊，新成員鄧玉賢（鄧詠家）加入；在大幅改組後，發行同名專輯也是最後一張專輯《Miss南台灣》，這張專輯包含了7首重新編曲的台語老歌及3首新歌。
在發行這張專輯後，該團體苦無再發片的機會，並在2004年大旗唱片與華特唱片合併後正式解散。

### 多年之後
2015年4月8日，三立台灣台《超級夜總會》在南投縣埔里鎮仁愛公園錄影，請來南台灣小姑娘的陳雅珍、尤姿涵、高瑞屏、王秀琪再次合體演出，演出片段在2015年4月18日播出。
2016年12月，曾經為成員之一的蕭玉芬接受媒體採訪表示，當年曾經遭其他成員欺負、排擠，在學校也經常被同學欺負，情緒低落至一度企圖自殘「我在南台灣小姑娘時是不開心的，我們來自不同背景，一開始完全不認識，公司要我用師姐的身分帶她們，但她們覺得我不是最漂亮、唱歌也不是最好聽，憑什麼我可以這樣。」因此合約期滿就立刻離團，「對於有歌迷要求『南台灣小姑娘』再次合體，她毫不考慮的說『給我一億都不要』」。
2018年10月26日，南台灣小姑娘的陳雅珍、尤姿涵、高瑞屏、王秀琪再次在中視《冰冰show》穿上學生服合體演出，談及年紀小發片的種種狀況與不適應，工作與課業難兩全而解散，也感念當年公司的照顧，演唱合唱曲與獨唱曲回憶當年，陳雅珍與高瑞屏也帶著子女一同演出，充滿歡笑趣味也感性落淚。

## 歷任成員
| 本名   | 小名 | 藝名   | 英文名字 | 出生日期      | 子女 | 家鄉 |
| 王秀琪 | 琪琪 |        | Peggy    | 1980年11月3日 | 有   | 屏東 |
| 高瑞屏 | 屏屏 |        | Grace    | 1981年4月20日 | 有   | 高雄 |
| 陳雅珍 | 珍珍 |        | Sophia   | 1981年8月17日 | 有   | 高雄 |
| 蕭玉芬 | 阿芬 |        | Miya     | 1982年3月28日 | 無   | 高雄 |
| 尤姿涵 | 尤尤 |        | Crystal  | 1983年1月16日 | 有   | 台南 |
| 鄧玉賢 | 小語 | 鄧詠家 | Mandy    | 1984年5月12日 | 有   | 新北 |

目前蕭玉芬、鄧詠家、王秀琪以個人身分在演藝圈奮鬥，高瑞屏和陳雅珍偶爾會接外場演唱活動或通告，尤姿涵則已回歸平凡生活。

## 專輯曲目
| 團名         | 語言     | 時間    | 專輯曲目 | 備註                                          |
| ------------ | -------- | ------- | --- | --------------------------------------------- |
| 南台灣小姑娘 | 台語     | 1996-5  | 愛作夢的查某囡仔 1.愛作夢的查某囡仔 2.不由自己（陳雅珍） 3.癡情（王秀琪） 4.感情無底寄（尤姿涵） 5.若不是愛著你（高瑞屏） 6.含淚跳恰恰（蕭玉芬） 7.放捨你我心嘸甘（王秀琪） 8.放阮一個人（尤姿涵） 9.自作多情（陳雅珍） 10.再見車站（高瑞屏） 11.深情的所在（蕭玉芬） 12.感謝你的愛                  | 1為新歌 2~12為口水歌                          |
| 南台灣小姑娘 | 台語     | 1996-11 | 愛情先天免疫 1.愛情先天免疫 2.相思豆 3.南台灣小姑娘 4.約會 5.情人變朋友 6.愛情莎喲哪啦 7.放你自由去（尤姿涵） 8.苦酒落喉（蕭玉芬） 9.姐妹（陳雅珍＆王秀琪） 10.風吹風吹 | 1~6為新歌， 7~10為口水歌                      |
| 南台灣小姑娘 | 台語     | 1997-06 | 同班同學 1.愛情切啦 2.同班同學 3.拒絕往來 4.深情（王秀琪） 5.愛的傷這呢重（尤姿涵） 6.敢愛的人（蕭玉芬） 7.無眠的暝（高瑞屏） 8.阮的性命阮自己疼（陳雅珍） 9.抹粉點胭脂（蕭玉芬） 10.啊愛情（陳雅珍＆王秀琪）                                                                                        | 1~3為新歌， 4~10為口水歌                      |
| 南台灣小姑娘 | 台語     | 1998-01 | 心愛等一下 1.心愛等一下 2.青春亂夢 3.愛阮免排隊 4.傷心的巷仔口（高瑞屏） 5.愛阮袂變天（王秀琪） 6.多變的你（蕭玉芬） 7.等你來疼（陳雅珍） 8.空殼（尤姿涵） 9.你是我的最愛（蕭玉芬） 10.Happy New Year My Only                                                                                        |                                               |
| 南台灣小姑娘 | 台語     | 1999-02 | 戀愛狂想曲 1.戀愛狂想曲 2.無情的歌（陳雅珍 高瑞屏 尤姿涵） 3.東時有人疼（陳雅珍 高瑞屏 王秀琪 蕭玉芬） 4.作你去啦（蕭玉芬＆尤姿涵） 5.委曲求全（高瑞屏＆王秀琪） 6.憨人的情歌（陳雅珍 高瑞屏 尤姿涵） 7.愛放袂離情放袂開（高瑞屏＆蕭玉芬） 8.白馬王子 9.最後一句愛你（陳雅珍＆王秀琪） 10.熱情南台灣 |                                               |
| 南台灣小姑娘 | 台語     | 1999-04 | 難分難離 1.難分難離 2.愛人ABC 3.有閒寫信無閒打電話（尤姿涵 高瑞屏 蕭玉芬 陳雅珍） 4.南台灣小姑娘 5.拒絕往來 6.同班同學 7. 感情無底寄（尤姿涵） 8.青春亂夢 9.愛情先天免疫 10.癡情（王秀琪） 11.情人變朋友 12.若不是愛著你（高瑞屏） 13.愛作夢的查某囡仔                                               | 1~3為新歌， 4~13為舊歌精選                    |
| P.G.S.T      | 國日台語 | 2000-04 | 魔術 1.魔術 2.讓你不討厭 3.靈感 4.不許哭 5.愛自己才快樂 6.時光飛逝 7.幻 8.三更半暝 9.鼓聲若響 10.愛情限時批 11.台北雨 | 1~7為新歌 第7首為第3首日文版 8~11為台語口水歌 |
| Miss南台灣   | 台語     | 2001-07 | Miss南台灣 1.墓仔埔也敢去 2.我所愛的人 3.心內事無人知 4.愛某不驚艱苦 5.無情的火車 6.水車姑娘 7.快樂的碳礦夫 8.傻傻戀愛的人 9.想要愛 10.好人 11.傻傻戀愛的人（KALA） 12.想要愛（KALA） 13.好人（KALA）                                                                                                | 1~7為老歌重編， 8~10是新歌                    |

## 演唱會
1999年發行第五張專輯《戀愛狂想曲》後，大旗唱片隨即為南台灣小姑娘舉辦第一場、也是唯一一場的演唱會《南台灣小姑娘 難以抗拒演唱會》，現場演唱多首膾炙人口的歌曲，並首次發表尚未面市的《難分難離精選紀念特輯》中的三首新歌。

## 其他演唱作品
| 專輯名稱                 | 發行時間 | 歌曲         | 演唱者                                                                 |
| ------------------------ | -------- | ------------ | ---------------------------------------------------------------------- |
| 《大旗歡唱巴士》         | 1997.12  | 流浪到淡水   | 南台灣小姑娘、孫協志、葉勝欽、翁攀斐（翁立友）                         |
| 《大旗歡唱巴士》         | 1997.12  | 望無夢中人   | 尤姿涵、高瑞屏                                                         |
| 《大旗歡唱巴士》         | 1997.12  | 夢你的夢     | 蕭玉芬                                                                 |
| 《大旗歡唱巴士》         | 1997.12  | 軟心肝       | 王秀琪、陳韋如                                                         |
| 《大旗歡唱巴士》         | 1997.12  | 你好嗎       | 陳雅珍、翁攀斐（翁立友）                                               |
| 《思念[給媽媽的私藏歌]》 | 1998.4   | 思念         | 高瑞屏                                                                 |
| 《思念[給媽媽的私藏歌]》 | 1998.4   | 故郷的草埔   | 高瑞屏、蕭玉芬                                                         |
| 《思念[給媽媽的私藏歌]》 | 1998.4   | 天頂的月娘   | 尤姿涵                                                                 |
| 《思念[給媽媽的私藏歌]》 | 1998.4   | 一步珠淚     | 尤姿涵                                                                 |
| 《思念[給媽媽的私藏歌]》 | 1998.4   | 愛到才知痛   | 蕭玉芬                                                                 |
| 《思念[給媽媽的私藏歌]》 | 1998.4   | 阿母的恩情   | 高瑞屏、戴梅君                                                         |
| 《99大旗歡唱巴士》       | 1998.12  | 世界第一等   | 高瑞屏、陳雅珍、蕭玉芬、尤姿涵、葉勝欽、翁立友、孫淑媚、王壹珊、張雅文 |
| 《99大旗歡唱巴士》       | 1998.12  | 心愛的再會啦 | 陳雅珍、蕭玉芬、尤姿涵                                                 |
| 《99大旗歡唱巴士》       | 1998.12  | 煞到你       | 蕭玉芬、高瑞屏、陳雅珍、孫淑媚、翁立友、林子娟、葉勝欽                 |
| 《99大旗歡唱巴士》       | 1998.12  | 是按怎       | 尤姿涵                                                                 |
| 《99大旗歡唱巴士》       | 1998.12  | 錢歹賺       | 蕭玉芬、尤姿涵、陳雅珍、張雅文、王壹珊                                 |
| 《超級音樂快遞》         | 2000.1   | 向前走       | P.G.S.T、孫淑媚、曾治倫、傳欽俊、方順吉、翁立友、秀蘭瑪雅              |
| 《超級音樂快遞》         | 2000.1   | 長頭髮       | P.G.S.T                                                                |
| 《超級音樂快遞》         | 2000.1   | 心情車站     | 高瑞屏、蕭玉芬、曾治倫、傳欽俊                                         |
| 《超級音樂快遞》         | 2000.1   | 有夢你會紅   | P.G.S.T、孫淑媚、曾治倫、傳欽俊、方順吉、翁立友、秀蘭瑪雅              |
| 《超級音樂快遞》         | 2000.1   | 看這啦       | 高瑞屏、陳雅珍、王秀琪、曾治倫、翁立友、傳欽俊                         |
| 《超級音樂快遞》         | 2000.1   | 來去夏威夷   | P.G.S.T、孫淑媚、曾治倫、傳欽俊、方順吉、翁立友、秀蘭瑪雅              |

## 相關新聞
- 再婚妻是「南台灣小姑娘」成員[永久]-高瑞屏
- 台語歌曲MV重鹹　「姐妹」女女全裸激吻 （页面存档备份，存于）-蕭玉芬

## 外部連結

### 尤姿涵
- 無

### 高瑞屏
- facebook
- facebook粉絲團

### 王秀琪
- facebook
- facebook粉絲團

### 陳雅珍
- facebook
- facebook粉絲團

### 蕭玉芬
- facebook
- facebook粉絲團

### PGST南台灣小姑娘後援會
- Facebook粉絲團